# Kfar Qassem BS Club (beach soccer)
Il Kfar Qassem BS Club è un club professionistico di beach soccer con sede a Kafr Qasim, in Israele.

## Rosa
| N. |                    | Ruolo | Calciatore      |
| -- | ------------------ | ----- | --------------- |
| 1  | Israele (bandiera) | P     | Isa Mohamed     |
| 2  | Israele (bandiera) | C     | Ahmad Sarsur II |
| 3  | Brasile (bandiera) | C     | Dino            |
| 4  | Israele (bandiera) | D     | Adam Sarsur     |
| 5  | Israele (bandiera) | D     | Halil Farij     |
| 6  | Brasile (bandiera) | D     | Daniel da Silva |
| 7  | Israele (bandiera) | D     | Rageed Badir    |
| 8  | Israele (bandiera) | A     | Ahmad Sarsur    |
| 9  | Israele (bandiera) | A     | Sameh Moreb     |

| N. |                    | Ruolo | Calciatore             |
| -- | ------------------ | ----- | ---------------------- |
| 10 | Israele (bandiera) | C     | Amar Yatim             |
| 11 | Israele (bandiera) | A     | Muhammad "Noor" Sarsur |
| 12 | Israele (bandiera) | P     | Abdel Rahim Sarsur     |
| 13 | Brasile (bandiera) | C     | Andre da Silva         |
| 14 | Israele (bandiera) |       | Moreb Mustafa          |
| 15 | Israele (bandiera) | A     | Moad Amer              |
| 17 | Israele (bandiera) | A     | Aiob Abu Sbeet         |
| 18 | Israele (bandiera) | P     | Rani Odi               |

Allenatore:  Mamon Amere